# Unterseeboot type U 31
Le Unterseeboot type U 31 est une classe de sous-marins (Unterseeboot) océaniques d'attaque construite en Allemagne pour la Kaiserliche Marine à l'aube de la Première Guerre mondiale.
Entre 1912 et 1915, onze sous-marins ont été construits sur le Germaniawerft à Kiel, parmi lesquels le célèbre U-35 de Lothar von Arnauld de La Perière, le U-39 de Walter Forstmann et le U-38 de Max Valentiner. Ensemble, ces U-boote ont coulé plus de 1 244 204 tonneaux de jauge brute.
Plus tard, l'amiral et chef de l'Abwehr de 1935 à 1944, Wilhelm Canaris, a également servi comme commandant de deux U-boote différents de type U 31. Il a d'abord pris la relève de Max Valentiner sur le U-38, puis sur le U-34.

## Conception
Les sous-marins allemands de type U 31 étaient des sous-marins océaniques à double coque similaires aux sous-marins de type U 23 et de type U 27 en termes de dimensions et ne différaient que légèrement en termes de propulsion et de vitesse. Ils étaient considérés comme de très bons sous-marins de haute mer, avec une manœuvrabilité moyenne et une bonne direction de surface.
Le U-Boot de type U 23 mesurait 64,7 mètres de long, 6,32 m de large et 7,68 m de haut. Il déplaçait 685 tonnes en surface et 878 tonnes en immersion. Le système de propulsion du sous-marin était composé d'une paire de moteurs diesel à deux temps de 6 cylindres fabriqués par Germania de 1 850 CV (1 361 kW) pour une utilisation en surface, et de deux moteurs électriques à double dynamos construits par Siemens-Schuckert de 1 200 CV (880 kW) pour une utilisation en immersion. Les moteurs électriques étaient alimentés par un banc de deux batteries de 110 cellules. Ce type de U-Boot pouvait naviguer à une vitesse maximale de 16,7 nœuds (30,9 km/h) en surface et de 9,8 nœuds (18,1 km/h) en immersion. La direction était contrôlée par une paire d'hydroplanes à l'avant et une autre paire à l'arrière, et un seul gouvernail.
Ce type était armé de quatre tubes torpilles de 50 centimètres (19,7 pouces), fournis avec un total de six torpilles. Une paire de tubes était située à l'avant et l'autre à l'arrière. La plupart des sous-marins ont reçu un ou deux canons de pont SK L/30 de 8,8 cm (3,5 in), ensuite remplacés par des canons SK L/45 de 10,5 cm (4,1 in) sur certains, pour une utilisation en surface.
Ces U-Boote étaient manœuvrés par 4 officiers et 31 membres d'équipage.
| Bateaux     | Nbr | Chantier naval       | N° fabrique | Construction |
| ----------- | --- | -------------------- | ----------- | ------------ |
| U-31 à U-41 | 11  | Germaniawerft à Kiel | 191 - 201   | 1912 - 1915  |

## Liste des sous-marins type U 31
Onze exemplaires de sous-marins de type U 31 ont été construits :
- U-31
- U-32
- U-33
- U-34
- U-35
- U-36
- U-37
- U-38
- U-39
- U-40
- U-41

## Source de la traduction
- (en) Cet article est partiellement ou en totalité issu de l’article de Wikipédia en anglais intitulé « German Type U 31 submarine » (voir la liste des auteurs).